# Affaire Harden-Eulenburg
Pour les articles homonymes, voir Eulenburg.

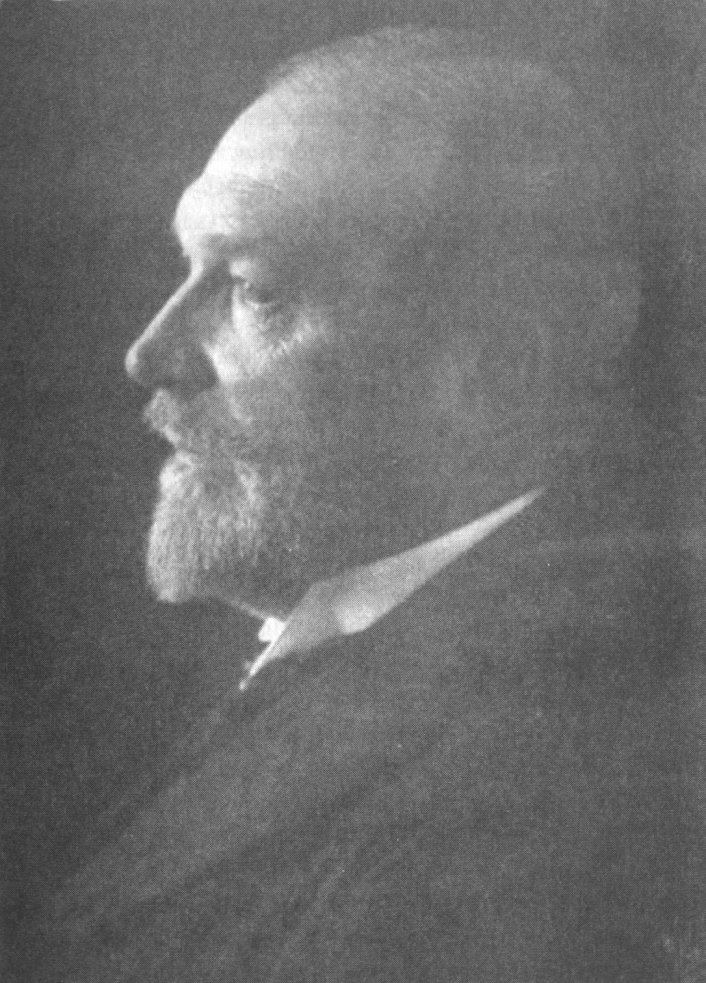
Philipp zu Eulenburg-Hertefeld en 1905.

L’affaire Harden-Eulenburg ou affaire Eulenburg désigne le scandale qui secoua le deuxième Reich de 1907 à 1909 à la suite d'une campagne de presse contre l’entourage présumé homosexuel de l’empereur Guillaume II et les procès qui s’ensuivirent. Cette affaire, qui connut un vaste retentissement, est considérée par certains historiens comme un scandale majeur qui ébranla l’Empire allemand. 

## Les prémices
Depuis que l’empereur Guillaume II a renvoyé le chancelier Bismarck (1890), la realpolitik du chancelier de fer a cédé la place à une Weltpolitik expansionniste. Le prince Philipp zu Eulenburg est devenu un personnage éminent aux côtés de l’Empereur après une carrière diplomatique. Le polémiste Maximilian Harden prend Eulenburg pour cible dès 1901 mais sans le citer nommément. Il propage l’idée que l’Allemagne est dirigée par des « invertis malades et dégénérés » qui affaiblissent l’empereur.
La conférence d’Algésiras en avril 1906 consacre l’emprise de la France sur le Maroc ; pour l’Allemagne c’est un fiasco de sa politique étrangère. Au même moment, l’empereur décide de conférer au prince Eulenburg l'ordre de l’Aigle noir, la plus haute distinction honorifique prussienne. Harden accentue alors sa campagne de presse dans sa revue Die Zukunft (L'Avenir). Ses propos se feront de plus en plus précis en exerçant un chantage contre Eulenburg : s’il ne se retire pas de lui-même, sa vie privée sera mise sur la place publique.

## Les articles deDie Zukunft(L’Avenir)
En novembre 1906, une série d’articles ouvre le feu. Dans le premier, intitulé « Praeludium », il s’attaque à la clique autour de l’empereur qu’il appelle la « camarilla » ou la « table de Liebenberg » allusion transparente à Eulenburg, dont le château dans les marches de Brandebourg s’appelle Liebenberg. Dans le deuxième article, « Dies irae », il présente le chancelier Bernhard von Bülow comme un fantoche. Le vrai pouvoir se trouvant selon lui chez le « harpiste » (Eulenburg) et « la douceur » (le comte Kuno von Moltke, gouverneur militaire de Berlin). Seuls les proches du pouvoir peuvent décrypter les surnoms, l’attaque est encore voilée et l’homosexualité sous-entendue.
Le prince Eulenburg se retire alors opportunément au bord du lac Léman, mais il revient à Berlin fin janvier 1907. Harden publie un nouvel article le 2 février pour dénoncer les intrigues d’Eulenburg, en particulier ses parties de chasse à Liebenberg avec l’empereur en compagnie de « l'ami du châtelain », Raymond Lecomte, conseiller de l’ambassade de France. Il insinue que la « camarilla » est à l’œuvre pour sa diplomatie privée avec ses propres intérêts, dont on devine qu'il s'agit des « intérêts des sodomites ».
Les 13 et 27 avril 1907, Harden reprend ses attaques. Cette fois, il précise clairement l’homosexualité de Kuno von Moltke et d’Eulenburg, rappelant que l’ordre de l’Aigle noir avait été conféré à celui-ci alors que la dignité de l’ordre protestant de Saint-Jean avait été refusée au prince Frédéric-Henri de Prusse en raison de son « inversion sexuelle ».
L’empereur demande aux accusés de se disculper, la période des procès s’ouvre et va amplifier le scandale. Au-delà de la question de l’honneur des amis de l’empereur, il y a également en arrière-plan une question pénale car l’homosexualité masculine est punie au titre du paragraphe 175 du code pénal en vigueur.

## Les procès

### 1erprocès(octobre 1907)
- Moltke c/ Harden

Kuno von Moltke attaque Harden pour offense et non directement en diffamation concernant son homosexualité. Il met ainsi en avant une question d’honneur. Le procès Moltke c/ Harden qui se déroule du 23 au 29 octobre 1907 tourne au désavantage de Moltke. Son ex-femme Lilly von Elbe vient témoigner qu’il n’a rempli son devoir conjugal que les deux premières nuits, puis fait chambre à part. Elle déclare avoir demandé le divorce à cause de l’orientation sexuelle de son mari. Le médecin sexologue Magnus Hirschfeld, pionnier du mouvement homosexuel, vint apporter sa caution en faveur de Harden. Le tribunal débouta Moltke, estimant que les dires de Harden étaient fondés.
- Bülow c/ Brand

Le chancelier Bernhard von Bülow attaque Adolf Brand, écrivain anarchiste et homosexuel, qui avait écrit dans sa revue Der Eigene que le chancelier était « l’ami des hommes », faisant ainsi un outing politique. Le prince Eulenburg vient témoigner en faveur du chancelier et déclare sous serment qu’il n’a jamais enfreint le paragraphe 175. Adolf Brand est condamné le 6 novembre 1906 à dix-huit mois de prison.

### 2eprocès(décembre 1907/mai 1908)
- Moltke c/ Harden

Devant la tournure que prennent les événements, le ministre prussien de la Justice casse le premier procès Moltke c/ Harden. Un second procès s’ouvre le 19 décembre 1907. L’ex-femme de Moltke se rétracte. Harden est condamné à quatre mois de prison. Il interjette aussitôt appel de cette décision. Le jugement est cassé pour vice de forme le 27 mai 1908.

### 3eprocès(mai/juin 1908)
- Harden c/ Städele

Pour faire tomber Eulenburg, Harden a monté un stratagème : il a demandé à un de ses amis bavarois, Anton Städele, de publier un article dans la Neue Freie Volkszeitung disant que lui, Harden, aurait touché un million de marks d’Eulenburg pour se taire. Cet article permet à Harden d’ouvrir une procédure en diffamation à Munich, en Bavière, où le ministère public prussien ne peut pas intervenir. À cette occasion, il fait citer deux témoins qui affirment avoir eu des relations sexuelles avec Eulenburg. Städele est condamné à une amende que Harden lui rembourse.
À la suite du procès Harden c/ Städele, le prince Eulenburg est inculpé de parjure et incarcéré le 8 mai 1908. Le procès en correctionnelle s’ouvre le 29 juin 1908 et 41 témoins sont appelés à la barre. L’état de santé d’Eulenburg se détériorant, le procès est interrompu. Il ne reprendra plus, Eulenburg retiré et abandonné dans son château de Liebenberg, produira à chaque fois des certificats médicaux pour éviter la reprise des débats. Il a aussi déposé la majeure partie de sa correspondance dans une banque à Utrecht aux Pays-Bas. Il meurt en septembre 1921.
Frédéric Pottecher rejoint néanmoins l'opinion de Maurice Baumont en affirmant, sur la base de témoins du procès de Munich et des Mémoires de Bülow, que si Eulenburg avait été jugé, il aurait été acquitté.

### Verdict (avril 1909)
- Moltke c/ Harden (fin de procédure)

Le procès Moltke contre Harden trouve une issue le 20 avril 1909. Harden est condamné à quarante jours de prison pour préjudice moral à l’égard de Moltke, mais un arrangement est trouvé et la peine est suspendue.

## Répercussions en France

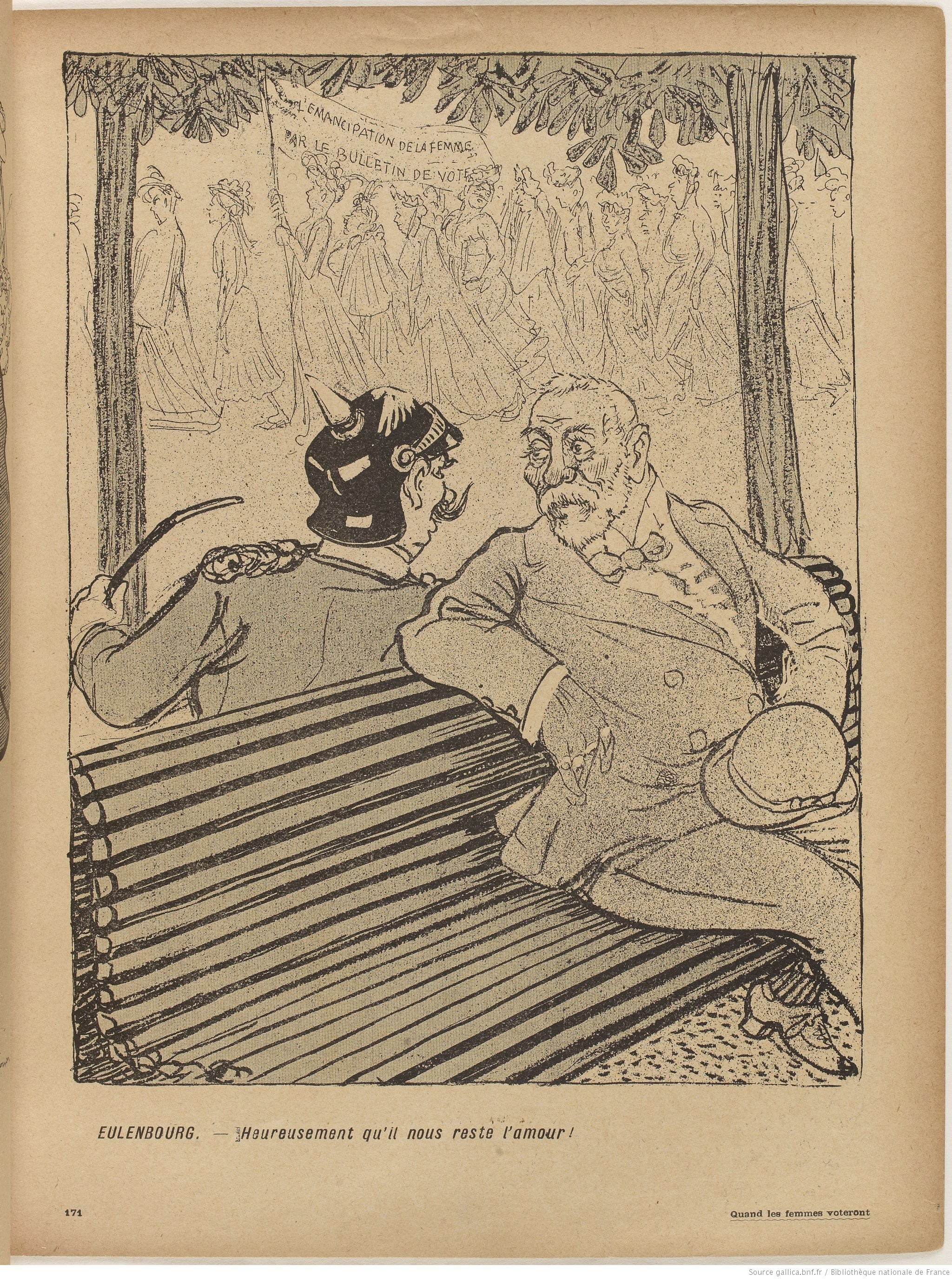
Caricature de L'Assiette au beurre du 06 juin 1908 rapprochant l'homosexualité masculine et les mouvements féministes en faveur du droit de vote des femmes.

La presse française de l'époque relata l'affaire, souvent pour s'en moquer. Les caricaturistes moquèrent surtout l'armée allemande et ses officiers, accusés d'être homosexuels. Des journaux français relatèrent aussi l'affaire du lieutenant de réserve allemand Wilhelm von Braun, suspecté d'espionnage et arrêté à Brest en 1908, mais en fait pour « incitation de mineurs à la débauche ». La presse mit aussi en avant des cas d'homosexualité dans l'armée française, par exemple ce qu'elle nomme en 1907 « le scandale de Belfort », « le scandale de Brest » et surtout le « scandale de Bourges » : un capitaine et un lieutenant du 95e régiment d'infanterie ont été accusés de relations homosexuelles avec des soldats. Quelques autres affaires furent par la suite relatées, en 1910, ou en 1912, entre un Français et un soldat allemand, avec là encore des soupçons non avérés d'espionnage.